# Вёрёшмарти утца (станция метро)
«Вёрёшмарти утца» (венг. Vörösmarty utca — улица Вёрёшмарти) — станция Будапештского метрополитена на линии M1 (жёлтой).
Станция расположена под перекрёстком ключевой магистрали центральной части Пешта проспекта Андраши и улицы Вёрёшмарти, носящей имя поэта Михая Вёрёшмарти и давшей станции название. На участке между станциями «Байчи-Жилински ут» и «Хёшёк тере» линия M1 идёт под проспектом Андраши.
Станция была открыта 2 мая 1896 года в составе первой линии Будапештского метрополитена, ставшей и первой линией метрополитена в континентальной Европе.
«Вёрёшмарти утца» — станция мелкого заложения с двумя боковыми платформами.